# Ombrocharis dulcis
Ombrocharis dulcis là một loài thực vật có hoa trong họ Hoa môi. Loài này được Hand.-Mazz. mô tả khoa học đầu tiên năm 1936.